# قاره بفلح (يبعث)

تعديل مصدري - تعديل

قاره بفلح هي إحدى قرى عزلة يبعث بمديرية يبعث التابعة لمحافظة حضرموت، بلغ تعداد سكانها 165 نسمة حسب تعداد اليمن لعام 2004.